# 前野自行
前野 自行（まえの よりゆき）は、江戸時代ごろの武士・阿波徳島藩上士。阿波前野氏三代目当主。

## 人物
宝暦7年（1757年）9月13日、妻の実家である前野家の前野自韶の養子となり家督を継ぐ。
元は市原三四郎勝元の嫡男で、前野自韶の娘を妻とした。阿波徳島藩に仕えた。
嫡男の前野喜蔵や次男の前野伴之助が次々と若くして亡くなっていったが、三男の前野自道が家督を継ぐ。天明3年（1783年）3月2日、大坂にて病死したと伝わる。

## 氏族
前野氏は、桓武天皇皇子の良岑安世を始祖とする良岑氏の系統で、平安時代末期に創設された氏である。良岑高成(立木田高成)の子である前野高長もしくはその曾孫である前野時綱が尾張国丹羽郡前野村（現在の愛知県江南市前野町〜大口町辺り）に移り住んで前野を名乗ったのが始まりとされている。だが、自香の家系である前野家は、藤原利仁流富樫氏族坪内氏の出身である前野左近将監為定が始祖であり、『蜂須賀家家臣成立書并系図』によるとその実の子孫であるが、別の『前野氏系図』によると為定の家を継いだ前野宗高は養子で良岑氏流前野氏の出身であったとされている。

## 系譜
- 父：市原三四郎勝元
- 養父：前野郡平自韶
- 生母不明の子
  - 太田勘四郎茂孝室
  - 前野喜蔵（早世）
  - 女（早世）
  - 前野伴之助（早世）
  - 前野武助自道
  - 中内三信室
  - 前野郡平自温
  - 前野加賀郎（早世）